# Bellerato
Bellerato is een geslacht van uitgestorven weekdieren uit de klasse van de Gastropoda (slakken).

## Soorten
- Bellerato pukeuriensis (Laws, 1935) †
- Bellerato sepositum (Laws, 1935) †
- Bellerato tenuilabrum (Laws, 1935) †
- Bellerato zevitellina (Laws, 1941) †